# Luci Vinici
Luci Vinici (en llatí Lucius Vinicius o Vinucius) va ser un magistrat romà que va viure al segle i aC.
Va ser tribú de la plebs l'any 51 aC i va posar el vet de tribú a un senatusconsultum dirigit contra Juli Cèsar. El seu nom complet probablement era Lucius Vinicius L. F. o Lucius Vinucius L. F. que apareix com a cònsol sufecte l'any 33 aC substituint Marc Acili Aviola i després com a triumvir monetalis sota August.